# ジャン・ピエロ・ペレス
ジャン・ピエロ・ペレス（Jean Piero Perez、1981年3月7日 - ）は、ベネズエラの元プロボクサー。元WBA世界フライ級暫定王者。

## 来歴
2004年4月24日、プロデビュー。
2005年11月25日、カルロス・ムリッロと空位のWBAフェデカリブフライ級王座決定戦を行い、3回KO勝ちで王座獲得に成功。しかし同王座は1度も防衛することなく返上。
2006年6月10日、WBAフェデラテンライトフライ級王者ロナルド・ラモスと対戦し、終始試合をコントロールし、大差判定勝ちで王座獲得に成功。
2007年3月24日、WBAフェデラテンフライ級王者ラファエル・コンセプションと対戦し、1-2の判定負け。しかし前日計量でコンセプションが計量オーバーで失格になっていたため王座は空位になった。
2008年3月27日、コンセプションと再戦しダウンの応酬になるも3回TKO負け。
2008年11月22日、フランシスコ・ロサスとWBA世界フライ級挑戦者決定戦を行い、両者とも決め手を欠き三者三様の引き分けに終わり、王者坂田健史への挑戦権獲得に失敗。
2011年1月21日、ヘスス・ヒメネスとWBA世界フライ級暫定王座決定戦を行い、強打のヒメネスを終始コントロールし大差判定勝ち。王座獲得に成功した。
2011年6月10日、アルゼンチン・メンドーサ州・ラス・ヘラスのポルデポルティーボ・ビセンテ・ポリメニで元WBA世界ライトフライ級王者ファン・カルロス・レベコと初防衛戦を行った。しかし、レベコの左一本で試合コントロールされて2回ボディショット1発でダウンを喫しそのままカウントアウト。TKO負けで初防衛に失敗し、王座から陥落した。 
2012年9月22日、フィリピン・セブにあるセブシティ・ウォターフロントホテル&カジノでWBOインターナショナルフライ級王者ミラン・メリンド(ALA)と対戦し、7回にはペレスの右の強打でメリンドの左目に激しいダメージを与えるなど暫定ながら元世界王者の名に恥じない激闘を演じたものの、12回0-2（113-115、114-114、112-116）の判定負けを喫し、王座獲得に失敗した。 
2013年4月26日、タイ王国・コーンケン県の中央公会堂で元WBC世界ライトフライ級王者コンパヤック・ポープラムックとWBA世界フライ級暫定王座決定戦を行い、6回1分48秒TKO負けを喫した。
2014年12月31日、大阪府立体育会館で元2階級制覇王者の井岡一翔とノンタイトル10回戦で対戦し、強烈な右ストレートがヒットし5回2分9秒KO負けを喫した。

## 獲得タイトル
- WBAフェデカリブフライ級王座
- WBAフェデラテンライトフライ級王座
- WBA世界フライ級暫定王座(防衛0)